# Adolf Fleischmann (Politiker)
Adolf (Adolph) Heinrich Ludwig Fleischmann (* 10. September 1852 in Germersheim; † 17. Januar 1919 in Erlangen) war deutscher Politiker und Mitglied des Landtags des Fürstentums Schwarzburg-Sondershausen (BdL).

## Familie
Fleischmann war der Sohn des Gerichtsvollziehers Johann Jakob Fleischmann und dessen Frau Rosa geborene Zunn. Fleischmann, der evangelisch-lutherischen Glaubens war, heiratete am 28. Februar 1879 in Magdeburg Johanna Maria „Minna“ Spillecke (* 13. Februar 1849) die Tochter des Kaufmanns Christian Friedrich Heinrich Wilhelm Spillecke.

## Ausbildung und Beruf
Fleischmann besuchte das Gymnasium in Germersheim und legte 1869 das Abitur ab. Er studierte von 1869 bis 1873 Theologie in Erlangen, Tübingen und Utrecht. Während dem Studium erwarb er eine lebenslange Mitgliedschaft beim Corps Baruthia. Er wurde am 26. Dezember ordiniert und wurde 1873 Pfarrvikar in Waldfischbach (Pfalz). 1876 war Pfarrvikar und Verwalter der Pfarrstelle in Kleinfischlingen (Pfalz), 1876 dasselbe in Mackenbach (Pfalz) und 1877 in Langenkandel. Wegen eigenmächtigen Entfernes von seiner Stelle wurde er am 30. März 1877 von der Evangelischen Kirche der Pfalz von der Liste der ständige Vikare gestrichen.
Zum 30. März 1877 übernahm er die Pfarrstelle in Toba in der Stellung eines Pfarrvikars und trat am 11. April 1878 das Amt an. Zum 1. Oktober 1878 wurde er definitiv Pfarrer Toba. Zum 1. April 1881 wechselte er als Pfarrer nach Hohenebra und Thalebra und zum 1. Oktober 1887 nach Jecha. Am 30. September 1912 trat er in den Ruhestand.

## Politik
Er war Mitglied des Landwirtschaftlichen Bezirksvereins in Sondershausen und 1896 dessen Vorsitzender. Ebenfalls Vorsitzender war er im dortigen Bienenzuchtverein, Geflügelzuchtverein und Obst- und Gartenbauvereins. Politisch schloss er sich dem Bund der Landwirte an.
Vom 2. Juli 1901 bis zum 31. März 1907 war er Mitglied des Schwarzburg-Sondershäuser Landtags. Er wurde im ersten Wahlkreis der allgemeinen Wahlen gewählt.

## Auszeichnungen
- Fürstliches Ehrenkreuz 3. Klasse (7. August 1908)